# Mario Vargas Llosa

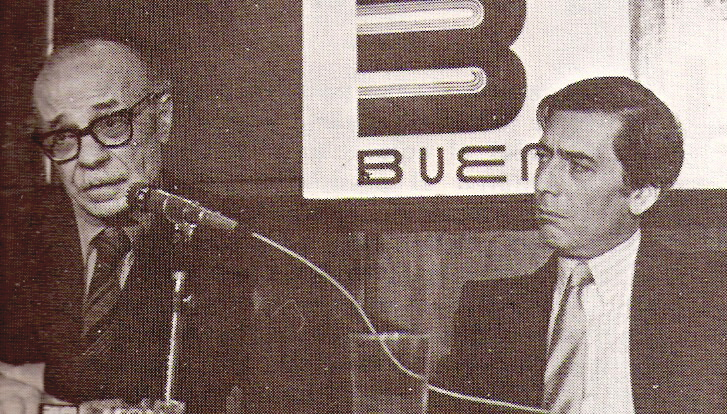
Zleva: spisovatelé Ernesto Sábato a Mario Vargas Llosa v roce 1981

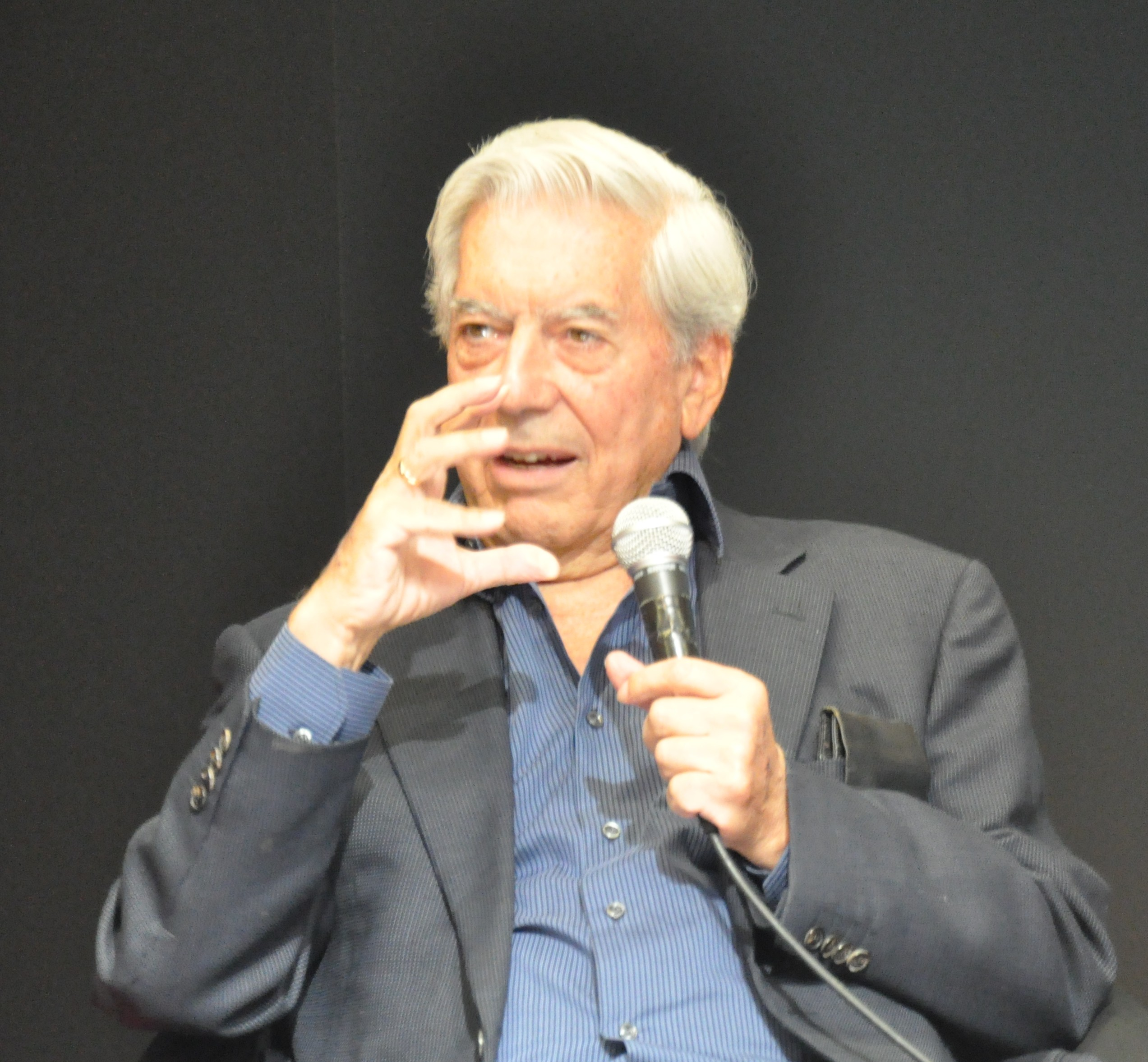
Mario Vargas Llosa (2011)

Mario Vargas Llosa (28. března 1936 Arequipa, Peru – 13. dubna 2025) byl peruánský romanopisec a esejista. V roce 1967 obdržel cenu Premio Rómulo Gallegos za svůj román Zelený dům (La casa verde, 1966) a v roce 1994 prestižní cenu Premio Cervantes. V roce 2010 se stal nositelem Nobelovy ceny za literaturu.
Byl bratrancem peruánského režiséra a producenta Luise Llosy.

## Život
V peruánském hlavním městě Lima studoval práva. Tuto zkušenost zužitkoval při popisech života mnoha svých částečně autobiografických protagonistů. V Madridu obdržel doktorát filozofie. Pobýval také v Paříži, kde pracoval v nejrůznějších zaměstnáních a přitom psal. Patří mezi nejvýznamnější představitele latinskoamerického románu. 
Slávu mu získal hned jeho první román Město a psi z roku 1963, který poprvé česky vyšel v roce 1966 v nakladatelství Odeon. Ještě větší uznání mu přinesl román z roku 1966 Zelený dům (čes. 1981 Odeon), který je z hlediska stylu a kompozice velice originální, pokusil se zde o zachycení mnohotvárnosti a pestrobarevnosti peruánské i všelidské reality. V roce 1990 kandidoval na peruánského prezidenta, ovšem překvapivě prohrál s Albertem Fujimorim.
Roku 1993 obdržel španělské občanství, aniž by pozbyl občanství peruánské. V roce 1994 mu udělili Cervantesovu cenu, což je nejprestižnější ocenění ve španělsky psané literatuře. Ve stejném roce byl zvolen také členem Španělské královské akademie (RAE). Roku 2010 získal Nobelovu cenu za literaturu.

### Životní názory a postoje

#### Za jednotu Španělska
V druhé polovině roku 2017 se aktivně zúčastnil demonstrace proti vyhlášení katalánské nezávislosti na Španělsku, jíž předcházelo nezávislé referendum ze dne 1. října 2017. Ve svém veřejném projevu prohlásil, že „španělská demokracie přetrvá a žádné spiknutí stoupenců nezávislosti Katalánska ji nezničí.“

## Dílo
Llosovy romány sice někteří literární kritici považují za realistické, ale jeho experimentální postupy a způsob zachycování skutečnosti přesahuji hranice tradičního vyprávění.

### Přehled (nepřeložených) děl v originále
- Le dedico mi silencio (2023)
- Tiempos recios (2019)
- El héroe discreto (2013)
- Los cuadernos de don Rigoberto (1997)
- Historia de Mayta (1984)
- Los jefes (1959)

### České překlady

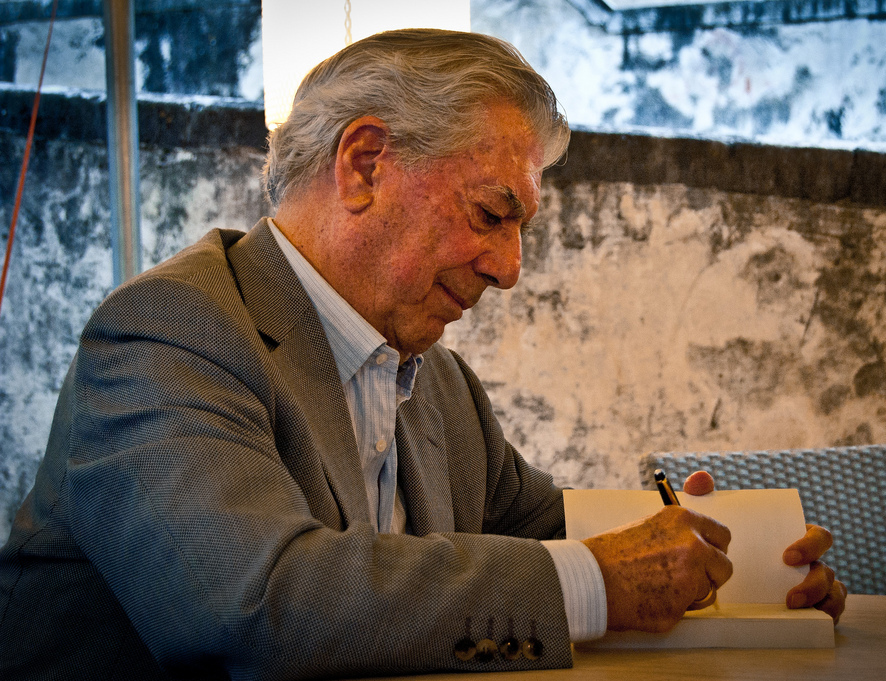
Mario Vargas Llosa (2010)

- Město a psi (orig. 'La ciudad y los perros', 1963). 1. vyd. Praha: Odeon, 1966. 293 S. Překlad: Miloš Veselý (Tato románová prvotina měla velký ohlas ihned po vydání. Autor popisuje prostředí vojenského lycea v Limě, které sám absolvoval před univerzitou. Dílo zaznamenávající hrubost, násilí a nesmyslný dril vyšlo i přes problémy s cenzurou a rozzuřilo některé důstojníky natolik, že veřejně spálili před budovou akademie tisíce svazků.)

- Zelený dům (orig. 'La casa verde', 1966). 1. vyd. Praha: Odeon, 1981; 2. vyd. Praha: Mladá fronta, 2005. Překlad: Vladimír Medek, doslov: Hedvika Vydrová
- Rozhovor u Katedrály (orig. 'Conversación en La Catedral', 1969), 1. vyd Praha: Argo, 2021. 608 s, Překlad: Anežka Charvátová
- Pantaleón a jeho ženská rota (orig. 'Pantaleón y las visitadoras', 1973). 1. vyd. Praha: ERM, 1994. 226 S. Překlad: Vladimír Medek
- Tetička Julie a zneuznaný genius (orig. 'La tía Julia y el escribidor', 1977). 1. vyd. Odeon (1984), 2. vyd. Mladá fronta (2004). Překlad: Libuše Prokopová
- Válka na konci světa (orig. 'La guerra del fin del mundo', 1981). 1. vyd. Praha: Odeon, 1989. 642 S. Překlad: Vladimír Medek, doslov: Jan Hloušek
- Kdo zabil Palomina Molera? (orig. '¿Quién mató a Palomino Molero?', 1986). 1. vyd. Praha: Garamond, 2014. 174 S. Překlad: Jana Novotná a Dora Poláková
- Vypravěč (orig. 'El hablador', 1987). 1. vyd. Praha: Mladá Fronta, 2003. 183 S. Překlad: Anežka Charvátová
- Chvála macechy (orig. 'Elogio de la madrastra', 1988). 1. vyd. Argo, 2019. 160 S. Překlad: Jan Hloušek
- Smrt v Andách (orig. 'Lituma en los Andes', 1993). 1. vyd. Praha: Volvox Globator, 1997. 214 S. Překlad: Alena Šimková
- Kozlova slavnost (orig. 'La fiesta del chivo', 2000). 1. vyd. Praha: Mladá Fronta, 2006. 415 S. Překlad: Petr Zavadil (Román pojednává o atentátu na dominikánského diktátora Rafaela Trujilla v roce 1961. Je sugestivní obžalobou diktátorských režimů.)
- Ráj je až za rohem (orig. 'El paraíso en la otra esquina', 2003). 1. vyd. Praha: Mladá Fronta, 2007. 362 S. Překlad: Jan Hloušek a Jiří Holub
- Zlobivá holka (orig. 'Travesuras de la niña mala', 2006). 1. vyd. Praha: Garamond, 2007. 393 S. Překlad: Vladimír Medek
- Keltův sen (orig. 'El sueño del celta', 2010). 1. vyd. Praha: Garamond, 2011. 414 S. Překlad: Jana Novotná
- Volání kmene (orig. 'La llamada de la tribu', 2018). 1. vyd. Bourdon, 2019. 245 S. Překlad: Iveta Gonzálezová
- Pětinároží (orig. 'Cinco esquinas', 2016). 1. vyd. Praha: Argo, 2019. 256 S. Překlad: Anežka Charvátová

## Vyznamenání
- rytíř Řádu čestné legie – Francie, 1985
- důstojník Řádu umění a literatury – Francie, 1988
- komandér Řádu umění a literatury – Francie, 19. února 1993[10]
- velkokříž Řádu peruánského slunce – Peru, 2001
- plaketa Řádu aztéckého orla – Mexiko, 2011
- velkokříž se stříbrnou hvězdou Řádu Kryštofa Kolumba – Dominikánská republika
- velkodůstojník Řád za zásluhy o vzdělání a kulturu Gabriely Mistral – Chile
- velkokříž se stříbrnou hvězdou Řádu Rubéna Daría – Nikaragua
- velkokříž Řádu Vasco Núñeze de Balboa – Panama
- Čestného kříže Za vědu a umění I. třídy – Rakousko